# Trần Ngọc Giải
Trần Ngọc Giải (1904–1931), bí danh Thuận Hòa, là một nhà cách mạng Việt Nam.

## Cuộc đời
Trần Ngọc Giải sinh năm 1904 ở làng Thới Thuận, tổng Hòa Thịnh, quận An Hóa, tỉnh Mỹ Tho, nay là xã Thới Thuận, huyện Bình Đại, tỉnh Bến Tre. Ông xuất thân từ một gia đình nông dân làm nghề biển và nghề rừng (đốn củi rừng ngập mặn). Em gái thứ tư của ông là Trần Thị Cầm (Tư Châu) cũng tham gia hoạt động cách mạng.
Năm 1926, ông rời gia đình lên Sài Gòn, gia nhập công hội bí mật do Tôn Đức Thắng phụ trách. Năm 1927, ông gia nhập Hội Việt Nam Cách mạng Thanh niên, được Kỳ bộ Nam Kỳ và công hội bí mật cử đi học lớp huấn luyện chính trị do Hồ Tùng Mậu giảng dạy ở Quảng Châu, cùng với Trần Hòe (Trần Văn Hoa), Bùi Văn Thêm, Đặng Văn Sâm, Nguyễn Văn Ngọc. Tiếp đó, tỉnh Mỹ Tho và Gò Công lại có thêm các học viên Lê Hoàng Chiếu, Trần Trung Nguyệt (Bảo Lương), Nguyễn Thìn, Lê Văn Phát.
Khoảng 1927–1928, ông về nước, được Kỳ bộ phân công về Mỹ Tho xây dựng cơ sở. Tỉnh bộ Mỹ Tho được thành lập gồm Trần Ngọc Giải, Trần Hòe, Lê Hoàng Chiếu, do Trần Ngọc Giải làm Bí thư. Tỉnh bộ đã phát triển nhiều chi bộ trong toàn tỉnh, đặc biệt là chi bộ xã Vĩnh Kim với gánh hát Đồng Nữ Ban. Năm 1928, Kỳ bộ phân công Nguyễn Ngọc Ba về phụ trách Tỉnh bộ Mỹ Tho, ông được điều về hoạt động ở vùng nông thôn. Tháng 3 năm 1929, Kỳ bộ Nam Kỳ mới được bầu ra gồm Phạm Văn Đồng, Nguyễn Kim Cương, Nguyễn Văn Côn, Trần Ngọc Quế, Trần Ngọc Giải, do Phạm Văn Đồng làm Bí thư. Đến tháng 8, An Nam Cộng sản Đảng thành lập, ông cùng Nguyễn Ngọc Ba, Lê Hoàng Chiếu, Nguyễn Thiệu, Nguyễn Văn Ngự tiến hành thành lập các chi bộ cộng sản trong tỉnh.
Tháng 4 năm 1931, ông bị thực dân Pháp bắt giữ và bị tra tấn đánh đập trong nhiều tháng, đến khi không thể cử động thì được đưa vào bệnh viện Chợ Quán nhưng vẫn bị mật thám canh giữ. Ngày 10 tháng 6, ông mất ở nhà thương Chợ Quán, xác bị chôn ở nghĩa trang Tân Sơn Nhất. Đến những năm 1960, khi quân đội Mỹ mở rộng sân bay Tân Sơn Nhất, các ngôi mộ trong nghĩa trang bị san bằng, không tìm được dấu tích.

## Vinh danh
Tên của ông được đặt cho một con đường ở thành phố Mỹ Tho (Tiền Giang).